# The Central Park Concert
The Central Park Concert est un triple album du Dave Matthews Band enregistré en public.

## Historique
L'album a été enregistré le 24 septembre 2003 au Great Lawn de Central Park à New York.

## Titres

### CD 1
1. "Don't Drink the Water" (Matthews) – 10:09
2. "So Much to Say" (Griesar, Matthews, Tinsley) – 4:14
3. "Anyone Seen the Bridge?" » "Too Much" (Beauford, Lessard, Matthews, Moore, Tinsley) – 6:41
4. "Granny" (Matthews) – 4:32
5. "Crush" (Matthews) – 11:19
6. "When the World Ends" (Ballard, Matthews) – 3:54

### CD 2
1. "Dancing Nancies" (Matthews) – 9:44
2. "Warehouse" (Matthews) – 9:40
3. "Ants Marching" (Matthews) – 5:51
4. "Rhyme & Reason" (Matthews) – 5:36
5. "Two Step" (Matthews) – 18:56
6. "Help Myself" (Matthews) – 5:23

### Disc Three
1. "Cortez the Killer" (Neil Young) – 10:52
  - featuring Warren Haynes, guitare et chant
2. "Jimi Thing" (Matthews) – 16:39
  - featuring Warren Haynes, guitare
  - includes an interpolation of "For What It's Worth"
3. "What Would You Say" (Matthews) – 5:27
4. "Where Are You Going" (Matthews) – 3:53
5. "All Along the Watchtower" (Bob Dylan) – 12:59
  - features intro guitare basse jam de "The Star-Spangled Banner" de Stefan Lessard
6. "Grey Street" (Matthews) – 4:58
7. "What You Are" (Ballard, Matthews) – 6:40
8. "Stay (Wasting Time)" (Lessard, Matthews, Moore) – 6:59

## Musiciens
- Carter Beauford – percussions, batterie, chœurs
- Stefan Lessard – basse
- Dave Matthews – guitare acoustique, cordes en acier, (guitare électrique sur "What You Are"), chant
- LeRoi Moore – saxophones, chœurs
- Boyd Tinsley – violon électrique, chœurs
- Butch Taylor – claviers, chœurs

invité:
- Warren Haynes – guitare électrique, chœurs